# Campeonato de Escocia de Rugby 1995-96
El Campeonato de Escocia de Rugby (Premiership One) de 1995-96 fue la vigésimo tercera edición del principal torneo de rugby de Escocia.

## Sistema de disputa
El torneo se disputó en formato de todos contra todos en la que cada equipo enfrentó a cada uno de sus rivales.
El equipo que al finalizar el torneo obtuviera mayor cantidad de puntos, se coronó como campeón del torneo, mientras que los dos últimos descendieron directamente a la División 2. 
Puntuación
Para ordenar a los equipos en la tabla de posiciones se los puntuará según los resultados obtenidos.
- 2 puntos por victoria.
- 1 puntos por empate.
- 0 puntos por derrota.

## Clasificación
| Pos. | Equipo              | Encuentros | Encuentros | Encuentros | Encuentros | Tantos | Tantos | Tantos | Puntos |
| Pos. | Equipo              | PJ         | PG         | PE         | PP         | F      | C      | Dif    | Puntos |
| ---- | ------------------- | ---------- | ---------- | ---------- | ---------- | ------ | ------ | ------ | ------ |
| 1.º  | Melrose RFC         | 14         | 9          | 1          | 4          | 326    | 199    | +127   | 19     |
| 2.º  | Stirling County RFC | 14         | 9          | 1          | 4          | 320    | 215    | +105   | 19     |
| 3.º  | Watsonians          | 14         | 8          | 1          | 5          | 393    | 270    | +123   | 17     |
| 4.º  | Boroughmuir RFC     | 14         | 7          | 2          | 5          | 327    | 301    | +26    | 16     |
| 5.º  | Hawick RFC          | 14         | 7          | 0          | 7          | 243    | 288    | -45    | 14     |
| 6.º  | Heriot's FP         | 13         | 5          | 1          | 7          | 278    | 360    | -82    | 11     |
| 7.º  | Edinburgh Accies    | 14         | 4          | 1          | 9          | 243    | 282    | -39    | 9      |
| 8.º  | Gala RFC            | 13         | 2          | 1          | 10         | 179    | 394    | -215   | 5      |

|  | Campeón.                         |
|  | Descendido a la Premiership Two. |

| Bandera de Escocia  |
| Campeón Melrose RFC |
| Quinto título       |